# 철원 충렬사지
철원 충렬사지(鐵原 忠烈祠址)는 강원특별자치도 철원군 김화읍 읍내리에 있는 옛 충렬서원·사우의 터이다. 한국전쟁 때 불타 없어졌다.

## 개요
충렬사(忠烈祠)는 병자호란 당시 김화 지역에서 큰 성과를 올린 당시 평안도관찰사였던 충렬공 홍명구(忠烈公 洪命耉)를 모시기 위해 조선 효종 1년(1650년)에 지어졌고, 효종 3년(1652년) 의열사(義烈祠)라는 이름으로 사액을 받았다. "강원도지"에는 의하면 후에 고쳐 지은 기록이 남아있으나 연대는 알 수 없다. 서원 철폐령 때에는 충렬서원(忠烈書院)이라는 이름이었으며, 존치된 47개 서원 가운데 하나였다.
1940년에 김화 지역 유림의 합의로 당시 홍명구와 같이 전쟁에 참여했다가 전사한 병마절도사였던 충장공 유림을 이 곳에 합사하였다. 한국전쟁이 발발하여 이 일대가 격전지가 되면서 불타 없어졌고, 당시 파손되었던 사당, 내삼문, 담장 등을 1998년에 새로 고쳐지었다.

## 참고 문헌
- 철원군수(철원군지증보편찬위원회). 1992
- 철원군지(1603p, 2274p), 강원일보사 출판국